# 오일펜스
오일펜스는 바다에 기름이 유출되었을시 예정경로를 알고 그 경로에 설치하여 기름이 바다에서 확산이 되지 않게 하는 도구.오일 펜스 (Oil fence) 즉 기름을 막는 담이다.해상에 기름이 유출될 때 기름이 물위에 뜨는 성질을 이용해서 기름 주위에 장애물을 설치하면 기름이 더 이상 확산되는 것을 막는 장치이다.

## 원리
기름은 물위로 떠다니기 때문에 수면위로 흘러다닌다.그래서 오일펜스를이용해 수면 위로 흐르는 기름들을 막기 위해서이다.기름들이 흘러가지 않게 하기 위해서이다.
유회수기-물에 떠다니는 기름을 회수하기 위한 장치
100 톤의 기름을 한 시간 안에 회수가 가능하다. U자형의 스키밍 시스템으로 오일 확산을 방지.99%의 높은 오일 회수율.오일 유출 사고에 빠르게 대처가 가능하다. 오일에 의한 2차 오염을 막을 수 있다.
유처리제
1. 유화제는 기름을 원천적으로 제거하는 것이 아니라 장력을 약화시켜서 물 속에 잘 용해되도록 분해해주는 것이다. 따라서, 기름이 해양생물에게 미치는 악영향에 대해서는 전혀 개선의 효과가 없다.
2. 유화제는 오일펜스, 기름 떠내기 등 물리적 작업이 이루어진 이후 물리적 제거의 스케일보다 작은 양이 남았을 때 거의 마지막 용도로 사용하는 것이다. 물리적 제거보다 우위에 두는 경우 환경오염을 더욱 심화시킬 수 있다.
3. 유화제 성분자체가 해양생태계에 해가 된다. 해수의 부영양화 초래로 플랑크톤 및 해양미생물의 수가 급감한다

흡착제
기체나 용액의 분자들이 고체 표면에 달라붙는 현상을 흡착이라 하는데, 이때 흡착을 받아들이는 고체물질을 흡착제라고 한다. 흡착제 단위부피당 흡착되는 표면 넓이가 넓은 것이 우수한 흡착제이며, 공업적으로 이용되는 것에 활성탄이나 알루미나 등이 있고, 간장을 담글 때 넣는 숯도 포함된다.
흡착되는 물질은 피흡착질이라고 한다. 액체나 유리질도 흡착제가 될 수 있으며, 분자들이 고체나 액체의 내부까지 녹아 들어가는 현상인 흡수와는 구별된다. 표면이 거칠거나 다공성인 경우에는 흡착제의 단위부피(또는 단위무게)에 대한 효과적인 표면넓이(비표면적)가 크기 때문에 흡착량이 커져 우수한 흡착제가 된다. 흔히 공업적으로 이용되는 흡착제로는 활성탄·규조토·제올라이트·실리카겔·녹말·벤토나이트·알루미나 등이 있다. 한국에서 전통적인 방법으로 간장을 담글 때 그 속에 띄우는 숯은 불순물을 흡착으로 제거하기 위한 흡착제의 예이다.
흡착제를 쓰는 목적은 불순물을 제거하여 물질을 정제하는 것, 색소를 흡착하여 제품으로부터 색을 없애는 탈색, 습기의 제거, 냄새 제거, 물질의 분리 등이며, 화학반응 물질들을 흡착시킴으로써 반응을 빠르게 하는 촉매로서의 용도도 중요하다. 크로마토그래피에서도 흡착제가 서로 다른 분자들을 분리하는 역할을 한다. 흡착을 일으키는 양은 일정한 온도에서는 흡착되는 물질의 농도나 압력에 따라서 증가하는데, 그 정량적인 관계는 여러 가지 흡착등온식으로 나타낸다. 온도가 올라가면 흡착량이 줄어드는 것이 보통이다. 일반적으로 흡착된 물질은 단분자층 이하로 쌓이는 경우도 있고 다분자층으로 쌓이는 경우도 있다.

## 예
- 남해안에서 일어났던 유조선 씨프린스호 원유 유출 사건
- 서해안의 태안반도에서 일어났던 삼성1호-허베이 스피릿 호 원유 유출 사고